# Rita Sugiarto
Rita Sugiarto (nacido en Semarang, el 19 de septiembre de 1960) es una cantante y compositora dangdut indonesia. Su nombre se hizo conocido cuando interpretó temas musicales a dúo con Rhoma Irama, para ser interpretadas para películas como "Gitar Tua" ,"Berkelana" y "Darah Muda".

## Carrera
Su carrera como cantante, Rita Sugiarto empezó a cantar desde que cursaba la escuela primaria. Se las arregló para ganar durante su participación en algunos festivales de música pop que se organizó en el municipio de Semarang a nivel provincial. A una edad temprana, pues a los 13 años de edad, decidió trasladarse a Yakarta. Fue considerada como la voz femenina más poderosa del momento. Se le ofreció para cantar a dúo con Rhoma Irama, interpretando canciones rítmicas de género dangdut. Todos los resultados del disco a dúo titulado "Sang Raja Dangdut", ha vendido exitosamente al mercado obteniendo certificados platino.
Desde su incorporación al soneto desde 1976 a 1981, al menos 20 discos han sido lanzados como Darah Muda, Begadang II, Gitar Tua y entre otros. Rhoma Irama en su último álbum titulado "Pemilu", fue lanzado en 1981. En 1981 se casó con Jacky Zimah. Junto con su esposo, fundaron la Orquesta "Melayu Jackta Group", con el lanzamiento de su álbum debut titulado "Vol.1". Su primer single de este álbum, lanzó su canción titulada "Jacky". Se dice que este álbum también fue lanzado en Japón y los vídeos musicales fueron difundidos en un canal de televisión de Tokio. Hasta la fecha tenía docenas de álbumes y cientos de canciones que fueron escritas y compuestas por Rita Sugiarto, pero nada sefenomenal como su tema musical "Jacky".

## Discografía

### Álbum Bersama Soneta Group (dbp Rhoma Irama)
- 1975: Soneta Volume 4 - Darah Muda
- 1976: Soneta Volume 5 - Musik
- 1976: Soneta Volume 6 - 135.000.000
- 1976: OST. Oma Irama Penasaran
- 1977: OST. Darah Muda
- 1977: Soneta Volume 7 - Santai
- 1977: OST. Gitar Tua Rhoma Irama
- 1978: Soneta Volume 8 - Hak Azazi
- 1978: Soneta Volume 9 - Begadang 2
- 1978: OST. Begadang
- 1978: OST. Berkelana
- 1978: OST. Berkelana 2
- 1979: Soneta Volume 10 - Sahabat
- 1979: OST. Camelia
- 1979: OST. Cinta Segitiga
- 1979: 10 Lagu Terbaik Lomba Cipta Lagu-Lagu Dangdut Se Jabotabek
- 1980: OST. Perjuangan dan Doa
- 1980: OST. Melody Cinta Rhoma Irama
- 1981: OST. Badai di Awal Bahagia
- 1982: Album Pemilu

### Álbum suntingBersama Jackta Group
- Vol. 1: Cinta Berawan
- Vol. 2: Makan Hati
- Vol. 3: Jangan Rayu-Rayu.
- Vol. 4: Hallo Dang-Dhut
- Vol. 5: Cinta Setengah Mati
- Vol. 6: Keujung Cinta

### Álbum en solitario
- Jangan Lagi Kau Sakiti
- Jaipongan
- 1989: Zaenal
- Abang Kumis
- 1990: Bang Romi
- 1992: Makan Darah
- 1992: Bukan yang Kupinta
- 1993: Masuk!!!
- 1995: Air Bunga
- 1996: Manja
- 1996: Iki Weke Sopo
- 2000: Kupu-Kupu
- 2001: Kupu-Kupu (Repackage)
- 2001: Dua Kursi

### Álbum a dúo
- Lagu-Lagu Melayu Dangdut (bersama Muchtar Kelana)
- 1992: Joget Lagi (Bersama Bintang Bintang MSC)
- 1997: 30 Nonstop Cha Dut Rita Sugiarto dan Muchsin Alatas
- 2005: Parade 111 Bintang Gemerlapan (Bersama All Artist PAMMI)
- 2008: Kuping Panas (Bersama Jacky Zimah)

### Álbum Kompilasi
- Menyambut Puasa
- Irama Gambus
- 1991: Kumpulan Lagu Lagu Syahdu Rita Sugiarto DKK (Hits: Sejuta Luka)
- 1991: 10 Lagu Dangdut Terbaik 1991 Tanda Cinta (Hits: Si Kecil)
- Seleksi Dangdut Enak Enak Rita Sugiarto (Hits: Memory Cinta)
- 2014: Lomba Cipta Lagu Dangdut Tingkat Nasional IV 2013 (Hits: Oleh-Oleh)

### Álbum Kompilasi Terbaik
- 1993: Album Manis Rita Sugiarto (Hits: Permata Biru)
- 2001: 20 Best Special Edition Rita Sugiarto (Hits: Ku Ingin)
- 2012: Best of the Best Rita Sugiarto (Hits: Tersisih)

## Filmografía
- 1976: Oma Irama Penasaran
- 1977: Darah Muda
- 1980: Keagungan Tuhan
- 1980: Perjuangan dan Doa
- 1980: Melody Cinta Rhoma Irama
- 1981: Badai di Awal Bahagia
- 1983: Dilihat Boleh Dipegang Jangan

- Datos: Q14917441